# ザンクトガレン大学

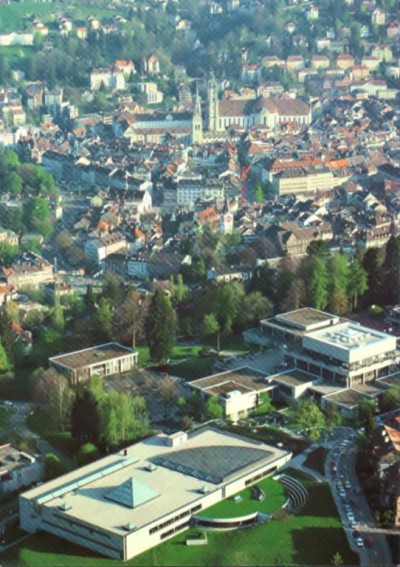
ザンクトガレン大学の外観

ザンクトガレン大学（ザンクトガレンだいがく、英: University of St. Gallen）は、スイスのザンクト・ガレンにある大学である。専門単科大学として確立して一般的にはHSGと知られている。
専門単科大学のバックグラウンドの為、スイスにおいて一番規模の小さい大学の一つであるが、ビジネス学部はスイス一大きく、ビジネス、経済学については、ヨーロッパにおいてトップレベルの大学と考えられている。
ザンクトガレン大学は、Global Alliance in Management Education（CEMS）と国際関係大学院協会（APSIA）のメンバーであり、また、欧州品質改善システム（EQUIS）とAssociation to Advance Collegiate Schools of Business（AACSB）に認定されている。

## ネットワーク
ザンクトガレン大学は、以下のネットワークに属している。
- Global Alliance in Management Education（CEMS）
- Partnership in International Management (PIM)
- 国際関係大学院協会（APSIA）
- Societal Impact & Global Management Alliance（SIGMA）

提携を結んでいる大学：
- 世界中の150大学と交換留学の提携をしており、日本からは国際大学と法政大学が提携している。
- 毎年400人他校から生徒が訪れる。
- CEMSネットワークによって、HEC経営大学院、ESADEなどの名声ある大学で学位が取得できる、二重学位の制度がある。

## ランキング
2009年のフィナンシャル・タイムズにおいて、ザンクトガレン大学は世界30位、ヨーロッパ13位にランクされたという。ドイツ語圏では、ETHチューリヒの国立大学とスイス最大のチューリヒ大学さえより上という。
ARWUにはでてこないが、ザンクトガレンEMBAは、世界60位、ヨーロッパ21位にランクされたという。

## 著名な出身者
- Ann-Kristin Achleitner,教授, ミュンヘン工科大学
- Paul Achleitner, 取締役, アリアンツ; ゴールドマン・サックスドイツ前会長
- Josef Ackermann, CEO, ドイツ銀行
- Markus Akermann, CEO, ホルシム
- Dr. Raymond J. Bär, 取締役会長, ジュリアス・ベア
- Ernst Bärtschi, CEO, シーカ
- Christoffel Brändli, Swiss politician and former President of the Swiss Council of States
- Martin Blessing, CEO, コメルツ銀行
- Max Burger-Calderon, アジア会長, Apax Partners
- Christophe R. Gautier, 社長, SiberHegner Holding
- Luitwin Gisbert von Boch-Galhau, 前CEO, Villeroy & Boch AG
- Bénédict Hentsch, Global Estate Managers, Banque Bénédict Hentsch
- André Hofmann, 取締役, エフ・ホフマン・ラ・ロシュ
- Walter B. Kielholz, 社長, クレディ・スイス, 副社長, スイス・リー
- Prince Hans Adam II of Liechtenstein
- Prince Lorenz of Belgium, Archduke of Austria-Este
- Dr. Henri B. Meier, 前CFO, Roche; 世界銀行前地域会長
- Hans-Rudolf Merz, Bundesrat, Federal Council of Switzerland
- Markus Miele, CEO Miele & Cie
- Lukas Mühlemann, 前CEO, クレディ・スイス
- Dr. Roberto Paganoni, CEO, LGT Bank Capital Partners
- Ivan Pictet, パートナー, Pictet & Cie Privatbankiers
- Wolfgang Reichenberger, 前CFO兼取締役, ネスレ
- Monika Ribar Baumann, CEO, Panalpina Welttransport Holding
- Georg F.W. Schaeffler, パートナー, Schaeffler Group
- Roger Schawinski, 前会長, プロジーベンザット1メディア
- Margret Suckale, 取締役, ドイツ銀行
- Stefan Wäspi, Trial Attorney, International Criminal Tribunal for the Former Yugoslavia
- Peter Wuffli, 前CEO, UBS
- Ota Šik, エコノミスト, Prague Spring
- クラウス・チュッチャー、リヒテンシュタイン首相(2009年3月 - )